# Gurzelen
Gurzelen es una comuna suiza del cantón de Berna, situada en el distrito administrativo de Thun. Limita al norte con la comuna de Seftigen, al este con Uetendorf, al sur con Forst-Längenbühl, y al oeste con Wattenwil y Burgistein.
Hasta el 31 de diciembre de 2009 situada en el distrito de Seftigen.

## Personalidades
- Ferdinand Hodler, pintor, burgués de la comuna.
- Hector Hodler, esperantista, hijo del pintor, burgués de la comuna.